# Vasagatan

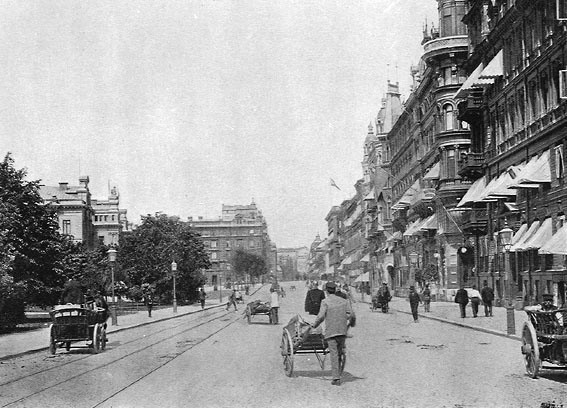
Vasagatan um 1900

Vasagatan ist eine zentral gelegene, bedeutende Straße in Stockholm, benannt nach dem alten schwedischen Königshaus Wasa.
Am Südende besteht eine Verbindung zur Altstadt (Gamla Stan) über die Brücke Vasabron, nach Norden führt die Straße zum Platz Norra Bantorget.  Sie läuft am Hauptbahnhof vorbei und wird von der Kungsgatan gekreuzt.